# Слобожанське (Лозівський район)
Слобожанське (до 2016 — Воровське) — село в Україні, у Близнюківській селищній громаді Лозівського району Харківської області. Населення становить 293 осіб. До 2020 орган місцевого самоврядування — Квітнева сільська рада.

## Постаті
У селі похований Володимир Гафіч (1981—2014) — сержант Збройних сил України, учасник російсько-української війни.

## Географія
Село Слобожанське примикає до міста Лозова, 4 Км, на залізничній гілці Лозова-Близнюки, поруч сіл Квітневе і Мирне. У селі бере початок Балка Хутірна.
На мапах Google вказане некоректно (захоплює частину села Квітневе).

## Історія
- 1924 — дата заснування.
- 12 червня 2020 року, відповідно до Розпорядження Кабінету Міністрів України № 725-р «Про визначення адміністративних центрів та затвердження територій територіальних громад Харківської області», увійшло до складу Близнюківської селищної громади.[1]
- 19 липня 2020 року, в результаті адміністративно-територіальної реформи та ліквідації Близнюківського району, увійшло до складу Лозівського району Харківської області.[2]

## Економіка
У селі є молочно-товарна ферма.

## Культура
- Спортивний майданчик.

## Екологія
- Відстійники.